# Акумулаторска станица
Акумулаторска станица је објекaт или мјесто уређено за пуњење, чување, и поправке акумулатора. Налази се у предузећима за поправке средстава везе и моторних возила, жељезничким станицама, радионицама, рудницима, телекомуникационим центрима и другдје.
Акумулаторске станице се могу подијелити на сталне и покретне (честе за војне потребе). У сваком случају а. имају погонски дио за снабдијевање електричном енергијом (из мреже или агрегат), простор за пуњење акумулатора, простор за смјештај и дио за поправке. За акумулаторске станице је од нарочитог значаја вентилација, да се спријечи скупљање штетних и запаљивих гасова.